# Петрово поље (Босна)
Петрово поље је дио подвлашићког платоа на висини од око 1.140—1.220 m. Ту лежи дуго истоимано село (Петрово Поље) са неколико заселака, међу којима су регистровани Ђуревина, Никодиновићи (исток) и Петрово Поље (у ужем смислу), некадашњи центар локалне заједнице.
Петрово поље се протеже од Ђуревине (1.243 m), са Малом Иломском (исток) до непосредне близине раскрснице асфалтираног локалног пута који из овог села води у Кнежево, Турбе и Имљане (запад). На сјеверу се граничи са линијом која почиње на стрмој падини у долину Врбање, на линији кота 1220—1140, а у југу долином Иломска. Равне Надбојине су истурени дио платоа према Иломској, код Никодиновића.
На платоу постоји десет сталних извора пијаће воде, укључујући и чувени Каурско брело, Мештема и Бијељино врело.
На Петрову пољу је развође између сливова Врбање и Угра. У Врбању тече Чуднић и Ковачевића поток, Ћорковац, а у Иломску (слив Угра) – Мала Иломска и Деветеро врела.
Петрово поље има значајне туристичке потенцијале. Обично се препоручују и његови околни локалитети: Андријевића поток, Америчка страна, Арапово брдо, Бабановац, Баре, Бијељино врело, Бисер главица, Иломска и нени водопади, Каурско врело, Манатовац, Равни Омар, Рибарска кућа — угоститељски објекат на Угру под Витовљем